# My Way (альбом Вилли Нельсона)
My Way — 68-й студийный альбом американского кантри-музыканта Вилли Нельсона, изданный 14 сентября 2018 года на студии Legacy Recordings. Продюсером альбома выступили Бадди Кэннон и Мэтт Роллингс. Альбом посвящён Фрэнку Синатре, который был близким другом Нельсона. Альбом в 2019 году получил премию «Грэмми» в номинации «Лучший традиционный вокальный поп-альбом», что стало 13-й победой Нельсона на «Грэмми» в его карьере.

## История
Нельсон впервые представил альбом 27 апреля 2018 года во время продвижения своего альбома Last Man Standing в статье, опубликованной Variety, сказав, что Great American Songbook («Великий американский песенник») — «это глубокий колодец, потому что хорошие песни никогда не умирают. Если она была хороша сто лет назад, она хороша и сегодня».
Официальный анонс альбома состоялся 19 июля 2018 года. Это сборник песен, тесно связанных с Фрэнком Синатрой, которого Нельсон впервые услышал в 10 лет, когда Синатра стал участником радиопрограммы Your Hit Parade. Нельсон и Синатра были близкими друзьями и взаимными поклонниками творчества друг друга. В 1980-х годах они выступали в одном билле в Golden Nugget в Лас-Вегасе и снялись вместе в социальной рекламе Космического фонда.
Первый сингл альбома, «Summer Wind», был выпущен в тот же день, вместе с сопровождающим его музыкальным видео.

## Отзывы
| Совокупная оценка   | Совокупная оценка |
| Источник            | Оценка            |
| ------------------- | ----------------- |
| Metacritic          | 76/100            |
| Оценки критиков     |                   |
| Источник            | Оценка            |
| AllMusic            | [ 9 ]             |
| American Songwriter | [ 10 ]            |
| Los Angeles Times   | [ 11 ]            |
| Rolling Stone       | [ 12 ]            |

My Way получил положительные отзывы от музыкальных критиков. На сайте Metacritic, который присваивает нормализованный рейтинг из 100 баллов рецензиям основных критиков, альбом получил 76 баллов из 100 на основе 7 рецензий, что означает «в целом благоприятные отзывы».
Микаэль Вуд написал в Los Angeles Times, что «Его эксцентричная фразировка вносит новые изюминки в „One for My Baby (And One More for the Road)“ и в „Young at Heart“, которые наводят на мысль, что он придумывает хитрые интервалы песни на лету. Он и его продюсеры, Бадди Кэннон и Мэтт Роллингс, делают самые неожиданные решения в аранжировках, как, например, в энергичной „Blue Moon“ и „It Was a Very Good Year“, которой они придают лилейную кубинскую вибрацию» и затем добавил: «Музыка тихая, вокал не стесняется своей уязвимости. Однако силу харизмы Нельсона в стиле космического хилбилли невозможно переоценить».
Уилл Хермес в Rolling Stone отметил, что «Нельсон доказал свою способность к интерпретации 40 лет назад на Stardust, своем первом сборнике стандартов, который положил начало золотой лихорадке — тот альбом стал пятикратно платиновым по последним подсчетам и до сих пор приносит прибыль. Если этот альбом и не равен ему, то все равно радует».

## Список композиций
| №                   | Название                                                   | Автор(ы)                               | Длительность |
| ------------------- | ---------------------------------------------------------- | -------------------------------------- | ------------ |
| 1.                  | «Fly Me to the Moon»                                       | Барт Говард                            | 2:44         |
| 2.                  | «Summer Wind»                                              | Heinz Meier, Джонни Мерсер             | 3:23         |
| 3.                  | «One for My Baby (And One More for the Road)»              | Гарольд Арлен, Джонни Мерсер           | 3:59         |
| 4.                  | «A Foggy Day»                                              | Джордж Гершвин, Айра Гершвин           | 2:57         |
| 5.                  | «It Was a Very Good Year»                                  | Ervin Drake                            | 3:56         |
| 6.                  | «Blue Moon»                                                | Ричард Роджерс, Лоренц Харт            | 2:37         |
| 7.                  | «I'll Be Around»                                           | Alec Wilder                            | 2:59         |
| 8.                  | «Night and Day»                                            | Коул Портер                            | 2:48         |
| 9.                  | «What Is This Thing Called Love?» (при участии Норы Джонс) | Коул Портер                            | 2:27         |
| 10.                 | «Young at Heart»                                           | Johnny Richards, Каролин Ли            | 2:46         |
| 11.                 | «My Way»                                                   | Пол Анка, Клод Франсуа, Jacques Revaux | 4:49         |
| Общая длительность: | Общая длительность:                                        | Общая длительность:                    | 35:25        |

## Чарты

### Еженедельные чарты
| Чарт (2018)                       | Высшая категория |
| --------------------------------- | ---------------- |
| Австрия (Ö3 Austria)              | 58               |
| Шотландия (Scottish Albums Chart) | 31               |
| Швейцария (Schweizer Hitparade)   | 75               |